# خداحافظ (نمایشنامه)
خداحافظ نخستین نمایشنامه محمد چرمشیر است که او را به جامعه تئاتر معرفی کرد. این نمایش در سال ۱۳۶۴ در دانشگاه اجرا شد و سپس در آذر ۱۳۶۷ توسط حسین جعفری در تالار قشقایی، تئاتر شهر به‌روی صحنه رفت. مجید محسنی، حمیرا احتشامی، قدرت‌الله پدیدار، حسین راضی، محسن ابراهیمی، ناصر آویژه، اکبر گلچین، مهرداد عباسی، شهرام زهتاب، مجید قلیچ‌خانی در نمایش نقش‌آفرینی‌کردند.